# Борзов Іван Іванович
Іва́н Іва́нович Борзо́в (рос. Иван Иванович Борзов; 21 жовтня 1915 — 4 червня 1974) — радянський воєначальник, маршал авіації (16.12.1972). Герой Радянського Союзу (22.07.1944). Військовий льотчик 1-го класу.

## Життєпис
Народився в селі Старе Ворово, нині — село Ворово Шатурського району Московської області Росії. Росіянин. Закінчив семирічку і школу ФЗУ. У 1935 році закінчив Московський авіаційний технікум, одночасно навчався в аероклубі.
У лавах РСЧФ з 1935 року. У 1936 році закінчив Єйську військову авіаційну школу льотчиків та льотчиків-спостерігачів морської і сухопутної авіації імені Й. В. Сталіна. Військову службу розпочав у частинах ВПС Чорноморського флоту: з листопада 1936 року — льотчик, з грудня 1937 року — старший льотчик 43-ї швидкісної бомбардувальної ескадрильї. У березні 1939 року переведений до ВПС Тихоокеанського флоту: старший льотчик 4-го мінно-торпедного авіаційного полку.
Учасник радянсько-фінської війни 1939—1940 років: у складі групи льотчиків-тихоокеанців був відряджений на фронт. Здійснив 25 бойових вильотів.
Після завершення бойових дій залишений у ВПС Балтійського флоту: з травня 1940 року — командир ланки 1-го мінно-торпедного авіаційного полку.
Учасник німецько-радянської війни з червня 1941 року: заступник командира ескадрильї того ж полку. 30 червня 1941 року був збитий в районі Двінська, зумів посадити літак на болото, через три доби вивів свій екіпаж і групу червоноармійців, що потрапили в оточення, через лінію фронту. 13 вересня того ж року був засуджений Військовим трибуналом Ленінградського військово-морського гарнізону за порушення дицсципліни, що потягло за собою аварію літака, до 10 років позбавлення волі з відтермінуванням покарання до кінця війни. За клопотанням командування був залишений у своєму полку з пониженням у посаді до командира ланки.
З вересня 1941 року — знову заступник командира, з квітня 1942 року — командир ескадрильї. Того ж 1942 року був звільнений від відбуття покарання зі зняттям судимості, як такий, що спокутував свою вину. З січня 1943 року — інспектор з техніки пілотування 8-ї авіаційної бригади ВПС Балтійського флоту; з серпня 1943 року — інспектор-льотчик 1-го гвардійського мінно-торпедного авіаційного полку; з вересня 1943 року — командир цього полку.
До липня 1944 року гвардії майор І. І. Борзов здійснив 147 бойових вильотів, особисто потопив 2 транспорти і сторожовий корабель супротивника. Всього ж за роки війни на його рахунку було 7 потоплених транспортів і кораблів загальною водомісткістю до 40 000 тонн.
У січні 1945 року відкликаний з фронту і призначений помічником начальника 4-го Миколаївського військово-морського авіаційного училища з льотної підготовки. У 1948 році закінчив Військово-морську академію імені К. Є. Ворошилова, залишений при академії викладачем. З червня 1949 року — командир 3-ї мінно-торпедної авіаційної дивізії 5-го ВМФ (Тихий океан). З грудня 1951 року — начальник штабу — заступник командувача, з жовтня 1952 року — перший заступник командувача ВПС 5-го військово-морського флоту СРСР. З травня 1953 року — командувач ВПС Північного флоту. З серпня 1954 року — начальник Центральних льотно-тактичних курсів удосконалення командного складу ВПС ВМФ СРСР. З листопада 1955 року — командувач ВПС 8-го військово-морського флоту (Балтійське море). З січня 1956 року — командувач ВПС Балтійського флоту. З грудня 1957 року — перший заступник командувача, з грудня 1960 року — заступник командувача, а з травня 1962 року й до кінця життя — командувач авіацією ВМФ СРСР.

## Нагороди
Указом Президії Верховної Ради СРСР від 22 липня 1944 року гвардії підполковникові Борзову Івану Івановичу присвоєне звання Героя Радянського Союзу з врученням ордена Леніна і медалі «Золота Зірка» (№ 4006).
Нагороджений двома орденами Леніна (22.07.1944, 1963), шістьма орденами Червоного Прапора (21.04.1940, 16.12.1941, 14.10.1943, 17.01.1944, 1956, 31.10.1987), орденами Ушакова 2-го ступеня (22.09.1944), Вітчизняної війни 2-го ступеня (14.01.1943), двома орденами Червоної Зірки і медалями.